# The Jets

The Jets est un groupe de musique de Minneapolis dans le Minnesota, qui se compose de frères et sœurs et qui interprète des titres pop, R&B et dance, et en particulier Latin Freestyle, qui ont connu le succès principalement dans les années 1980.
Le groupe s’est officiellement formé en 1985, et sa composition est restée la même jusqu’en 1990. Plusieurs membres de la famille ont continué à incarner le groupe au long des années 1990, faisant revivre officieusement le groupe entre le milieu et la fin de la décennie comme ensemble de gospel avec la plupart des membres d’origine.
Différentes maisons de disques ont sorti plusieurs compilations de chansons de la période faste du groupe, et aujourd’hui l’incarnation du groupe continue de se produire.